# Марк Помпей Сильван Стаберий Флавиан
Марк Помпе́й Сильва́н Стабе́рий Флавиа́н (лат. Marcus Pompeius Silvanus Staberius Flavianus) — древнеримский политический деятель из плебейского рода Помпеев Сильванов, двукратный консул-суффект Римской империи (в 45 и 74 годах).

## Биография
По своему рождению Флавиан происходил из Арелата, расположенного в провинции Нарбонская Галлия. Известно, что его приёмным отцом являлся некий Марк Помпей Приск, сенатор, принадлежавший к Теретинской трибе.
Гражданскую карьеру Марк начал в качестве легата-пропретора во времена императоров Тиберия (в конце правления) и Калигулы. В 45 году становится консулом-суффектом вместе с Марком Антонием Руфом. С 53 по 56 годы, во время правления Клавдия, а затем и Нерона, Флавиан в качестве проконсула управлял провинцией Африка.
В 69 году Марк Помпей назначается Гальбой императорским легатом-пропретором провинции Далмация. Император Веспасиан в 71 году предоставляет Помпею должность куратора водоснабжения Рима (лат. curator aquarum). На этом посту он находился вплоть до 73 года.
В 74 году Флавиан во второй раз становится консулом-суффектом. Он вновь был назначен в консулы-суффекты — уже на 83 год, но скончался до вступления в должность.